# Jacques de Bourgues
Jacques de Bourgues, sieur de La Jaunays, mort en 1661, fut maire de Nantes de 1647 à 1648. 

## Biographie
Jacques de Bourgues est le fils de Jacques de Bourgues, sieur de la Champaignière, et de Françoise Arnollet. Il épouse  Jeanne Langlois puis Jeanne Gaborit.  
Il conduisit une carrière municipale. Consul de la ville en 1616, échevin en 1621, sous-maire en 1624 puis maire en 1647.
Il fait construire le manoir de la Petite Jaunaie, à Saint-Sébastien-sur-Loire.

### Famille de Bourgues
La famille de Bourgues est une famille d'ancienne bourgeoisie de Bretagne,, issue de Jacques de Bourges, bourgeois de Nantes en 1498.
Jacques de Bourgues apparaît dès 1498 sur les listes d'impositions exceptionnelles. Un descendant, autre Jacques de Bourgues, dit l'aîné, sieur de la Champagnère, épousa en 1572 Françoise Arnollet dont il eût treize enfants. Les noms des parrains et marraines : d'Aragon, d'Espinoze, de Marques ou Rhuiz montrent que les liens avec la communauté espagnole de Nantes sont forts. Un de ses fils devient maire de Nantes. Après, ces fonctions municipales, les  Bourgues poursuivirent une carrière à la Chambre des comptes de Bretagne.

### Armoiries

Armes de la famille de Bourgues.

Les armes de la famille de Burgos portent une chaîne d'or indiquant que la famille avait logé le roi d'Espagne.
- Dans l'armorial d'Hozier, on trouve Josef de Bourgues, marchand à Nantes. Son blason représenté est de Gueules à la quintefeuille d'or, accompagnées de quatre cœurs d'argent.
- Dans le nobiliaire de Potier de Courcy, les Sr de la Jaulnays, ont pour blason de Gueules au château d'or sommé de trois tours de même, accompagné d'une fleur de lys d'or en pointe, à la bordure d'azur, chargée de cinq coquilles d'argent, trois en chef et deux en flanc, celle-ci liées par une chaîne de même, avec une étoile d'or entre la fleur de lys et la chaîne.